# Opacifrons humida
Opacifrons humida är en tvåvingeart som först beskrevs av Alexander Henry Haliday 1836.  Opacifrons humida ingår i släktet Opacifrons och familjen hoppflugor. Arten är reproducerande i Sverige. Inga underarter finns listade i Catalogue of Life.